# Variable de confusió
En una investigació científica, una  variable de confusió és una tercera variable que distorsiona la mesura de l'associació entre dues variables. L'efecte d'una tercera variable invisible o no estudiada pot conduir a conclusions errònies de causalitat.
És el cas, per exemple, quan esdeveniment A pot ser una de les possibles causes de B, puix quan es produeix A, segueix B. És important tenir en compte que quan s'observa l'efecte B, no implica necessàriament que A hagi d'haver-se produït abans. Hi podria haver altres coses que també causen B. Finalment hi ha el cas complex de les causes contributives. Això es fa quan un efecte té diverses causes que hi contribueixen, i fa menester distingir cada causa i mesurar-ne l'impacte (el pes) en l'efecte final.
En la concepció d'estudis estadístics o experiments fa menester de mantenir constant totes les variables, excepte una, per poder concloure que hi ha un efecte. La dificultat metodològica és doble: s'ha de conèixer totes les variables i s'ha de poder controlar-les. També es pot establir mètodes per compensar les variables que per a raons ètiques o pràctiques no es poden manipular. És una «feblesa» inherent d'estudis clínics, que demana molta precaució, com que no es poden manipular les variables que concerneixen persones, amb la mateixa flexibilitat i llibertat d'un experiment en un laboratori.
Això és complicat i en resums simplificats de periodistes o polítics, hi ha un risc de perdre matisos, manipular l'audiència o fer creure mitges veritats. Molts estudis pseudocientífics, partits populistes i articles a la premsa fan conclusions de causa a efecte simplistes sense estudiar les possibles terceres variables, que poden ser més d'una.

## Exemple: la «causa» racial de diferència d'intel·ligència
Ignorar variables de confusió, pot tenir conseqüències greus. Així durant la primera meitat del segle xx als Estats Units van fer servir tests anglosaxons en anglès per a «mesurar» la intel·ligència. Van concloure a una escala de races intel·ligents, de més a menys amb els anglosaxons al cim, seguits els escandinaus, els russos, els polonesos, mediterranis i els africans al peu de l'escala. Els cercadors van ignorar almenys dues variables de confusió: la llengua i el biaix anglosaxó dels mateixos tests. A tot Occident, aquests estudis van servir per prendre mesures per a «protegir» la raça contra la contaminació i guardar la sang «neta» de races inferiors.
A començament del segle xx les teories d'eugenèsia eren molt populars entre els científics europeus i americans. A partir de la «constatació» que el mascle blanc tenia una intel·ligència superior a les dones o membres d'altres ètnies es cercaven les causes genètiques d'aquesta diferència i mètodes per evitar «malbaratar» aquest patrimoni genètic. Henry H. Goddard (1866-1957) considerava la intel·ligència com una capacitat innata i unidimensional de l'humà, com ara color dels ulls o la talla, i havia concebut els tests en aplicació d'aquesta convicció. Els psicòlegs Robert M. Yerkes i E.G. Boring van publicar estudis a partir dels resultats als tests d'intel·ligència obtinguts als centres d'immigració, de l'exèrcit i d'instituts per a minusvàlids. Segons ells, la baixa intel·ligència seria un efecte de gens defectuosos. Ignoraven activament la complexitat del concepte o les múltiples variables que hi tenen un paper, amb llur concepte unidimensional.
Van «constatar» que els milicians anglosaxons i escandinaus tenien una «edat intel·lectual» mitjana de 13, molt superior als europeus de l'est i del sud, els russos tenien una mitjana d'11,3, els polonesos de 10,7 i els afroamericans 10,3. Des d'aquesta constatació van concloure que la causa n'era la qualitat superior dels gens de la raça anglosaxona. Crítics i estudis posteriors van provar que hi havia moltes variables de confusió. Els principals eren els biaixos cultural i lingüístic. En aquest cas, les variables de confusió ignorades eren el coneixement de la llengua anglesa i els costums i la cultura nord-americana que millora enormement els resultats al test.
Aquest estudi tenia un biaix per variables de confusió i va tenir efectes dramàtics per a molta gent. L'eugenètic nord-americà Harry Hamilton Langley (1880-1943), cap de l'Eugenics Record Office (Ofici de col·lecció de dades eugèniques) va actuar per restrènyer la immigració de «races inferiors», no pas per «racisme» per resultats provats per la recerca científica. Igualment, va servir per justificar la castració de disminuïts psíquics. Els nazis van atorgar Langley un doctorat honoris causa de la Universitat de Heidelberg «com a pioner de la ciència de la neteja de la raça».
| «                          | Because science is such a powerful tool in modern society, its misuse or false claims made in its name can have devastating effects. | La ciència és una eina tan poderosa per a la societat moderna, que el mal ús o afirmacions falses fetes en el seu nom poden tenir efectes devastadors. | » |
| — Garland E. Allen (2006), | | |   |